# 1995
1995（千九百九十五、一九九五、せんきゅうひゃくきゅうじゅうご）は、自然数また整数において、1994の次で1996の前の数である。

## 性質
- 約数は 1, 3, 5, 7, 15, 19, 21, 35, 57, 95, 105, 133, 285, 399, 665, 1995 である。
  - 約数の和は3840。(オンライン整数列大辞典の数列 A000203)
    - 約数の和が3840となる数は15個あり、そのうちの3番目の数である。1つ前は1736、次は2079。

  - 約数の個数は16個である。(オンライン整数列大辞典の数列 A000005)
  - 1501番目の不足数である。
- 1995 = 3 × 5 × 7 × 19
  - 4つの独立した素因数の積で表せる46番目の数である。1つ前は1974、次は2002。(オンライン整数列大辞典の数列 A046386)
- 1/1995 =0.0005012531328320802... (下線部は循環節で長さは18)
  - 自然数の逆数の循環節の長さが18となる70番目の数である。1つ前は1976、次は2052、最小は19。(オンライン整数列大辞典の数列 A007732)
- 1995 = 12 + 252 + 372 = 52 + 112 + 432 = 52 + 172 + 412 = 232 + 252 + 292
  - 3つの平方数の和でちょうど4通りに表せる248番目の数である。1つ前は1987、次は2002。(オンライン整数列大辞典の数列 A025324)
  - 異なる3つの平方数の和でちょうど4通りに表せる236番目の数である。1つ前は1969、次は2002。(オンライン整数列大辞典の数列 A025342)
- 1995 = 33 + 53 + 83 + 113
  - 4つの正の数の立方数の和で表せる622番目の数である。1つ前は1986、次は1997。(オンライン整数列大辞典の数列 A003327)
- 各位の和が24になる25番目の数である。1つ前は1986、次は2499。
- 1995 = 47 + 53 + 59 + 61 + 67 + 71 + 73 + 79 + 83 + 89 + 97 + 101 + 103 + 107 + 109 + 113 + 127 + 131 + 137 + 139 + 149
  - 自然数 n において21個の連続する奇数の素数の和が、21の倍数となるような最小な数である。1つ前の20個は1120、次の22個は1144。(オンライン整数列大辞典の数列 A132810)
- 1995 = 462 − 121
  - n = 46 のときの n2 − 112 の値とみたとき1つ前は1904、次は2088。(オンライン整数列大辞典の数列 A132764)
- 1995 = 1993 + 1997/2
  - 連続する2つの奇数素数の平均の値が、奇数かつ19で割り切れる7番目の数である。1つ前は1425、次は3021、なおこの平均値はen:Interprimeと呼ばれる。(オンライン整数列大辞典の数列 A126231)
- 約数の和が1995になる数は1個ある。(968) 約数の和1個で表せる303番目の数である。1つ前は1994、次は1998。

## その他 1995 に関連すること
- 『1995』は、ヒートウェイヴの6枚目のアルバム。
- 「1995」は、マッドハニーのアルバム『マイ・ブラザー・ザ・カウ』(My Brother the Cow) 収録の曲。
- 「1995」は、ART-SCHOOLのミニアルバム『スカーレット』、アルバム『Missing』収録の曲。
- 「1995」は、藤原さくらのアルバム『good morning』収録の曲。
- 「1995」は、平井堅のアルバム『あなたになりたかった』収録の曲。
- 『阿蘇要塞1995』は、荒巻義雄の小説。